# Cyclophora maderensis
Cyclophora maderensis là một loài bướm đêm trong họ Geometridae.